# Mormonia subnatana
Mormonia subnatana är en fjärilsart som beskrevs av Embrik Strand 1914. Mormonia subnatana ingår i släktet Mormonia och familjen nattflyn. Inga underarter finns listade i Catalogue of Life.